# Coreaú
Cet article possède un paronyme, voir Coreau.
Coreaú est une municipalité brésilienne de État du Ceará. En 2010, elle compte 22 018 habitants.

## Source
- (pt) Cet article est partiellement ou en totalité issu de l’article de Wikipédia en portugais intitulé « Coreaú » (voir la liste des auteurs).